# جبريل غوستافسون
جبريل غوستافسون (بالنرويجية البوكمول: Gabriel Gustafson؛ بالسويدية: Gabriel Gustafson) هو عالم إنسان وأستاذ جامعي نرويجي وسويدي، ولد في 8 أغسطس 1853 في فيسبي في السويد، وتوفي في 16 أبريل 1915 في كريستيانية في النرويج.